# 高原製粉精米水車場
高原製粉精米水車場（たかはらせいふんせいまいすいしゃじょう）は、日本の香川県高松市六条町に現存する水車・水車小屋。江戸時代に高松藩の御用水車として建設され300年以上の歴史を持ち、四国で唯一現存する日本国内最古級の水車場である。水車の動力で石臼を動かし、小麦をひき、ふるいにかけ、ふるいに残った粉を再び石臼に運ぶという工程が木組みの装置で自動化されていた。このような事も含めて「うどんを代表とする香川の麺文化を支えた水車の往時の姿がうかがえる貴重な存在」とされ推薦産業遺産に認定、登録有形民俗文化財に登録されている。

## 歴史
- 江戸時代：高松藩の御用水車として建設された。
- 明治35年：高原太吉がこの水車小屋を購入し息子の忠雄と共に製粉業を営む（この頃から高原水車と呼ばれるようになる）[5]。
- 1967年に水車を新装[2]、1990年頃まで使用されたが[1]、その後は老朽化などもあり使用されなくなった。
- 2009年以降、約2年に渡る調査を行い[6]、平成25年には産業考古学会の推薦産業遺産に認定、平成28年には製麺機などの機械類・水車の予備部品などを含めて登録有形民俗文化財に登録された（「讃岐六条の水車及び関連用具」）[7][8]。
- 平成26年：水車の修理・復元に向けて太吉の孫が「高原水車友の会」を立ち上げ[9][10]、資金や人材を募る。
- 平成29年に水車は解体され、平成30年に新材で復元された[11][12][13][14][15][16]。解体された水車の古材は登録有形民俗文化財のため保存されている。